# Kuusnõmme poolsaar
Kuusnõmme poolsaar (poolsaar = Halbinsel) ist eine Halbinsel in der Landgemeinde Saaremaa im Kreis Saare auf der größten estnischen Insel Saaremaa. Die Halbinsel bildet die Grenze zwischen den Buchten Kiirassaare laht und Kuusnõmme laht. Die Halbinsel befindet sich im Nationalpark Vilsandi.